# George Balanchine
George Balanchine, pseudonimo di Georgij Melitonovič Balančivadze (in russo Гео́ргий Мелито́нович Баланчива́дзе?; in georgiano გიორგი მელიტონის ძე ბალანჩივაძე?; San Pietroburgo, 22 gennaio 1904 – New York, 30 aprile 1983), è stato un coreografo e danzatore russo naturalizzato statunitense di etnia georgiana.
Fu fra i più grandi coreografi del ventesimo secolo e uno dei fondatori della tecnica del balletto classico negli Stati Uniti. Il suo lavoro è un trait d'union tra il balletto classico e quello moderno. La sua produzione è immensa e conta più di 425 lavori per il balletto, il musical, il cinema e persino il circo.

## Biografia

### Il periodo russo
Il padre, Meliton Balančivadze (1862-1937), era un musicista di origini georgiane e uno dei fondatori dell'Opera Georgiana. Anche il fratello di George, Andrei Balančivadze (1906-1992), diventò un famoso compositore.
Nel 1913, all'età di nove anni, Balanchine si iscrisse alla Scuola Imperiale di Balletto, dove ebbe come maestri Pavel Gerdt e Samuil Andrianov (genero di Pavel). Successivamente avrebbe studiato anche con Enrico Cecchetti nell'Europa dell'Ovest. 
Con la vittoria dei bolscevichi nella Rivoluzione Russa del 1917, la scuola fu evacuata poiché considerata un simbolo del regime zarista. Per sopravvivere alle privazioni e alle leggi marziali di quel periodo, Balanchine suonava il piano come accompagnamento ai film muti nei cabaret e nei teatri.
La scuola di Balletto riaprì seppur con grosse difficoltà finanziarie. Balanchine riprese gli studi sotto la protezione dell'ispettore della scuola Grigory Grigorevich Isaenko.
Dopo essersi diplomato con il massimo dei voti, nel 1921, Balanchine si iscrisse al Conservatorio di San Pietroburgo per studiare pianoforte e composizione musicale riuscendo a far conciliare i doveri di ballerino del Teatro Accademico di Stato per l'Opera e il Balletto (GATOB), che prima della rivoluzione si chiamava Balletto Mariinskij (nome con il quale è di nuovo conosciuto oggi), con lo studio della musica. Gli studi al conservatorio comprendevano piano, teoria musicale, contrappunto, armonia e composizione.  Si diplomò al Conservatorio nel 1923 e fu membro dell'orchestra fino al 1924. Nel frattempo, nel 1922, a soli diciotto anni, si sposò con Tamara Geva, una ballerina di quindici anni, incontrando la disapprovazione di Grigorievich.
Mentre era ancora un adolescente, Balanchine coreografò il suo primo balletto, un pas de deux intitolato La nuit (1920, su musica di Anton Rubinstein). Seguì Enigma, danzato a piedi nudi. Nel 1923, con alcuni compagni danzatori, formò una piccola compagnia, chiamata "Giovane Balletto". Tuttavia le coreografie del gruppo erano troppo sperimentali per le nuove autorità, che intimarono al gruppo di lasciar perdere.
Fu però permesso ai ballerini (oltre a Balanchine e Tamara Geva, vi erano anche Alexandra Danilova e Nicholas Efimov) di andare in tournée in Europa occidentale nel 1924. Mentre danzavano a Londra, Sergej Djagilev li vide e chiese al gruppo di unirsi ai suoi Ballets russes, spingendoli a lasciare la Russia, cosa che essi fecero. Fu Djagilev che suggerì al giovane Balančivadze di francesizzare il suo nome in Balanchine per renderlo più facilmente pronunciabile per le platee europee.

### Ballets Russes
Djagilev, con il suo solito intuito straordinario, promosse immediatamente Balanchine a coreografo della compagnia e gli permise di creare le sue coreografie. Tra il 1924 e il 1929 (anno della morte di Djagilev), Balanchine creò nove balletti e alcune coreografie minori. Sfortunatamente in quel periodo si fece anche male a un ginocchio e questo limitò la sua capacità di danzare, costringendolo alla fine a rinunciare del tutto alla carriera del ballerino. Nel 1926 Balanchine e Tamara Geva divorziarono e la Geva emigrò in America. Subito dopo Balanchine iniziò una relazione con la danzatrice Alexandra Danilova che durò alcuni anni e fu considerata un matrimonio di diritto. Infatti la Danilova è considerata la sua seconda moglie, anche se non si sposarono mai.
Dopo la morte di Djagilev, i Ballets russes finirono nel caos. Balanchine iniziò ad allestire balletti per le Cochran Revues a Londra e fu assunto dal Royal Danish Ballet a Copenaghen come maître de ballet ospite. Poi fu coreografo per la compagnia del Ballet russe de Monte Carlo, creando tre balletti: Cotillon, La concurrence e Le bourgeois gentilhomme. La sua musa in quel periodo era la giovane Tamara Tumanova, una delle giovanissime ballerine dei Ballets russes de Montecarlo, danzatrici di età compresa tra i 13 e i 15 anni, tra le quali vi erano anche Irina Baronova e Tatiana Riabouchinska.
Quando René Blum, uno dei fondatori della compagnia, lasciò la compagnia al colonnello Vasilij de Basil, Balanchine fu licenziato dai Ballets russes a causa delle sue coreografie considerate troppo poco ortodosse e il suo posto venne preso da Léonide Massine.  Balanchine fondò una propria compagnia con il nome di Les ballets 1933, con l'aiuto finanziario di Edward James e con Boris Kochno, segretario personale e sceneggiatore di Djagilev, come consigliere. La compagnia durò solo un paio di mesi, ma in quel breve periodo Balanchine concepì molte nuove coreografie e si trovò a collaborare con artisti come Bertolt Brecht, Kurt Weill, Pavel Čeliščev, Darius Milhaud e Henri Sauguet.
Fu dopo una performance de Les ballets 1933  che, grazie a Romola Nižinskij, moglie di Vaclav, Balanchine incontrò Lincoln Kirstein, un mecenate americano con il sogno di fondare una compagnia di danza negli Stati Uniti formata solo da danzatori americani. Kirstein convinse il coreografo a trasferirsi in America. Fu così che ad ottobre di quell'anno Balanchine approdò oltreoceano per la prima volta, e fu il primo passo per una svolta della danza in USA.

### Il periodo americano

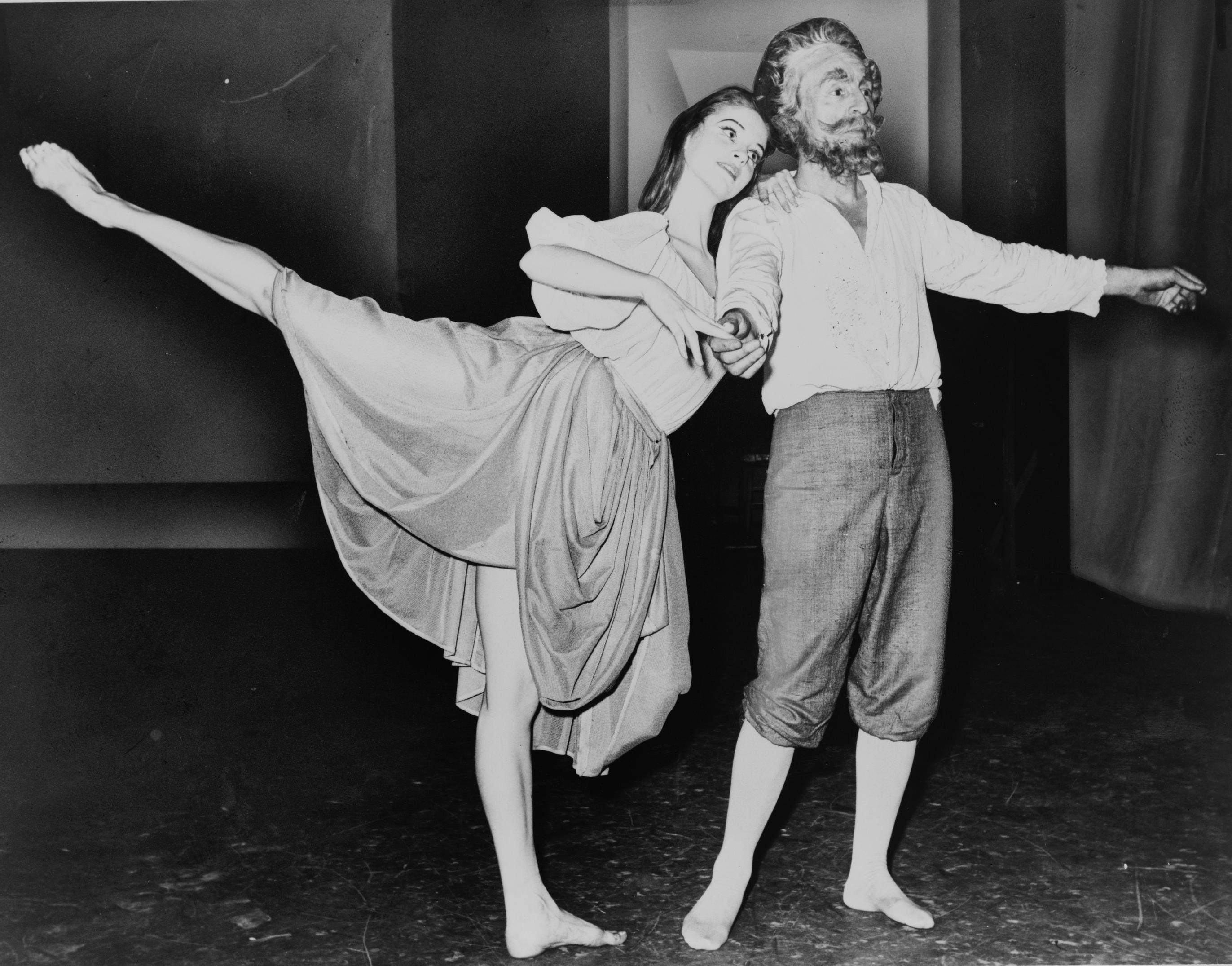
Suzanne Farrell e George Balanchine in "Don Chisciotte" al New York State Theater

Arrivato negli Stati Uniti, Balanchine insistette per realizzare il suo primo progetto: la creazione di una scuola di balletto. Con l'aiuto di Lincoln Kirstein e Edward M.M. Warburg, il 2 gennaio 1934 aprì i battenti la School of American Ballet (il SAB),  a meno di tre mesi dall'arrivo di Balanchine negli USA.
Gli studenti rappresentarono Serenade nella tenuta estiva di Warburg a New York verso la fine dell'anno.
Durante gli anni dal 1930 al 1940, tra le sue attività, ci fu anche il lavoro come coreografo per musical. Balanchine si trovò a stretto contatto con personaggi autorevoli del teatro musicale americano come Richard Rodgers, Lorenz Hart e Vernon Duke.
In questo periodo si sposò con la danzatrice Vera Zorina, dalla quale divorziò nel 1946. Si sposò quindi con la ballerina Maria Tallchief dalla quale divorziò nel 1952 per sposare Tanaquil Le Clercq.
Sempre nel 1934 fondò una compagnia professionale insieme a Lincoln Kirstein: l'American Ballet. Sfumata la possibilità di organizzare un tour, la compagnia iniziò ad esibirsi al Metropolitan Opera House. Poiché aveva avuto il permesso di mettere in scena solo due performance, Orfeo ed Euridice nel 1936, e una serata di danze coreografate su musica di Igor' Fëdorovič Stravinskij nel 1937, Balanchine decise di spostare la compagnia a Hollywood nel 1938. La compagnia si riunì sotto il nome di American Ballet Caravan, girò l'America del Nord e il Sudamerica e dopo alcuni anni chiuse.
Balanchine fu coreografo residente per il Ballet russe de Monte Carlo dal 1944 al 1946. Coreografò anche per il Teatro Colón di Buenos Aires nel 1942. Nel 1946 fondò una nuova compagnia - la Ballet Society - sempre con l'aiuto di Lincoln Kirstein. Dopo il successo di parecchie esibizioni, alla compagnia fu offerta, nel 1948 la possibilità di lavorare al New York City Center for Music and Drama come compagnia residente. Con questa nuova sistemazione, la Ballet Society divenne il New York City Ballet, al quale Balanchine decise di dedicarsi totalmente.
Nel 1949 assunse Jerome Robbins in veste di direttore aggiunto e aiuto coreografo. Il NYCB iniziò a fare molte tournée in tutto il mondo riscuotendo sempre enormi successi.
Balanchine, dal 1947 in poi, coreografò anche per l'Opéra di Parigi.
Nel 1954 venne allestito Lo Schiaccianoci e questo fu l'inizio in USA di una vera e propria tradizione natalizia.
Negli anni sessanta, Balanchine si innamorò perdutamente della giovane e talentuosa ballerina Suzanne Farrell. Creò molti balletti per lei, tra i quali Don Chisciotte (con lui nella parte di Don Chisciotte)  e la sezione  Diamonds del balletto Jewels. Ma Balanchine allora era ancora sposato con la LeClerq e la Farrell, di religione cattolica, rifiutò una storia d'amore con il coreografo. La posizione della Farrel nella compagnia fu causa di invidie e gelosie: alcune ballerine, come la precedente moglie Maria Tallchief, lasciarono la compagnia dando la colpa alla Farrell. Balanchine ottenne il divorzio in Messico dalla Le Clercq per scoprire subito dopo che la Farrell si era sposata con Paul Meija, danzatore del NYCB. Balanchine e la Farrell arrivarono ai ferri corti e nel 1970 sia lei che il marito lasciarono la compagnia. Si trasferirono a Bruxelles e si unirono alla compagnia di Maurice Béjart. Nel 1975, la Farrell ritornò al NYCB.
George Balanchine ricevette il Kennedy Center Honors nel 1978, ed era la prima volta che questo premio veniva consegnato.
Il 23 febbraio 1983 ricevette la Medaglia presidenziale della libertà, la prestigiosa onorificenza statunitense, dal Presidente Ronald Reagan.

### Morte
Morì senza lasciare figli nel 1983, a 79 anni, dopo essere stato ricoverato per una misteriosa malattia. Si ritiene che egli sia stato la prima vittima del Morbo di Creutzfeldt-Jakob.

## L'insegnante
Balanchine ha elaborato una particolare tecnica del balletto che rielabora molte nozioni di base della danza accademica, il Metodo Balanchine, metodo da lui applicato alla School of American Ballet e al New York City Ballet, al fine di formare dei danzatori con le qualità tecniche di musicalità, rapidità, purezza di linee e dinamismo, necessarie all'interpretazione dei suoi balletti. Questa tecnica è stata diffusa in tutti gli Stati Uniti e anche nel resto del mondo dagli ex danzatori di Balanchine.

## Coreografie
per i Ballets russes:

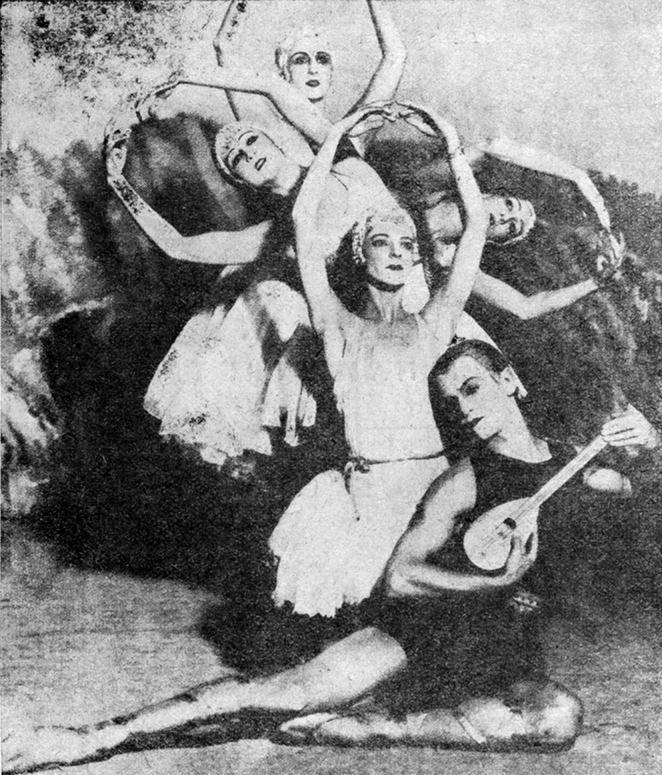
Ballets Russes Apollon musagète 1928

- Le chant du rossignol (The Song of the Nightingale) (1925)
- Jack in the Box (1926)
- Pastorale (1926)
- Barabau (1926)
- La chatte (1927)
- Le triomphe de Neptune (1927)
- Apollon musagète (1928)
- Il figliol prodigo (1929)
- Le Bal (1929)Ballets Russes - Apollon musagète 1928 (Lifar-Danilova)

per il Ballet russe de Monte Carlo:
- Cotillon (1932)
- Concurrence (1932)
- Balustrade (1941)
- Danses concertantes (1944/1972)
- La sonnambula (1946)

per Les ballets 1933:
- The Seven Deadly Sins (1933)
- Errante (1933)
- Les songes (1933)
- Fastes (1933)

per l'American Ballet Theatre:
- Alma Mater (1934)
- Les songes (Dreams) (1934)
- Mozartiana (1934)
- Serenade (1935)
- Errante (1935)
- Reminiscence (1935)
- Jeu de cartes (1937)
- Le baiser de la fée (1937)

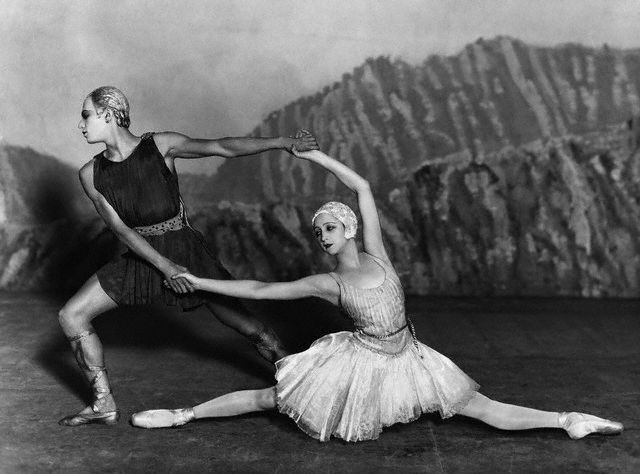
Ballets Russes - Apollon musagète 1928 (Lifar-Danilova)

per On Your Toes (rivista musicale di Richard Rodgers e Lorenz Hart):
- Slaughter on Tenth Avenue (1936) - (il balletto drammatico serviva come climax del musical e diventò in seguito un pezzo rappresentato da solo).

per l'American Ballet Caravan:
- Encounter (1936)
- Ballet Imperial (in seguito intitolato Tchaikovsky Piano Concerto No. 2) (1941)
- Concerto Barocco (1941)

per il Ballet del Teatro de Colón:
- Mozart Violin Concerto (1942)

per il Ballet russe de Monte Carlo:
- Song of Norway (1944)
- Danses concertantes (1944)
- Le Bourgeois gentilhomme (1944)
- Pas de Deux (Grand'adagio)  (1945)
- The Night Shadow (1946)
- Rajmonda (1946)

per il Ballet Theatre:
- Waltz Academy (1944)

per il Ballet Society:
- The Four Temperaments (1946)
- L'enfant et Les Sortilèges (1946)
- Haieff Divertimento (1947)
- Symphonie Concertante (1947)
- Orpheus (1948)

per il Ballet de l'Opéra de Paris:
- Palais de cristal (in seguito intitolato Symphony in C) (1947)

per il Ballet Theatre:
- Theme and Variations (1947)

 per il Grand ballet du Marquis de Cuevas:
- Minkus pas de trois (1948)

per il New York City Ballet:
- La sonnambula (1946)
- Bourrée Fantasque (1949)
- L'uccello di fuoco (1949)
- Sylvia Pas De Deux (1950)
- Swan Lake (da Lev Ivanov) (1951)
- La Valse (1951)
- Harlequinade (1952)
- Harlequinade Pas De Deux (1952)
- Scotch Symphony (1952)
- Valse Fantasie (1953/1967)
- Lo schiaccianoci (1954)
- Ivesiana (1954)
- Western Symphony (1954)
- Glinka Pas De Trois (1955)
- Pas De Dix (1955)
- Divertimento No. 15 (1956)
- Allegro Brillante (1956)
- Agon (1957)
- Square Dance (1957)
- Gounod Symphony (1958)
- Stars and Stripes (un balletto in 5 "campagne") (1958)
- Episodes (1959)
- Tchaikovsky Pas de Deux (1960)
- Monumentum pro Gesualdo (1960)
- Donizetti Variations (1960)
- Liebeslieder Walzer (1960)
- Raymonda Variations (1961)
- A Midsummer Night's Dream (1962)
- Bugaku (1963)
- Meditation (1963)
- Movements for Piano and Orchestra (1963)
- Brahms-Schoenberg Quartet (1966)
- Variations (1966)
- Jewels (1967)
  - Emeralds
  - Rubies
  - Diamonds
- La Source (1968)
- Requiem Canticles (1968)
- Who Cares (1970)
- Tchaikovsky Suite No. 3 (1970)
- Stravinskij Festival (1972):
  - Pulcinella (con Jerome Robbins)
  - Concerto per violino in Re
  - Sinfonia in tre movimenti
  - Duo concertante
  - Lost Sonata
  - Divertimento da "Le baiser de la fée"
  - Variazioni sul corale di Bach "Vom Himmel Hoch"
  - Danses concertantes
  - Scherzo à la russe
- Cortège Hongrois (1973)
- Coppélia (1974)
- Variations pour une porte et un soupir (1974)
- Ravel Festival (1975):
  - Sonatine
  - Tzigane
  - Le Tombeau de Couperin
  - Pavane
  - Shéhérazade
  - Gaspard de la Nuit
  - Rapsodie Espagnole
- The Steadfast Tin Soldier (1975)
- Tzigane (1975)
- Chaconne (1976)
- Union Jack (1976)
- Vienna Waltzes (1977)
- Ballo della Regina (1978)
- Kammermusik No. 2 (1978)
- Robert Schuman's Davidsbündlertänze (1980)
- Walpurgisnacht Ballet (1980)
- Tchaikovsky Festival (1981)
  - Garland Dance
  - Mozartiana

per la New York City Opera:
- Le Bourgeois Gentilhomme (1979)

## Studenti notevoli
Nel corso dei decenni Balanchine ha condiviso le sue intuizioni artistiche con molti dei suoi studenti, tra cui:
- Francisco Moncion[2][3]
- Nicholas Magallanes[4][5][6]